# Johl Younger
Johl Younger (* 14. April 1978) ist ein ehemaliger australischer Snooker- und Poolbillardspieler. Er spielte zwischen 1996 und 2004 insgesamt vier Saisons auf der Snooker Main Tour und erreichte in dieser Zeit Rang 88 der Snookerweltrangliste. Als Amateur gewann er 2001 die Ozeanienmeisterschaft und 2012 die australische Snooker-Meisterschaft. Weitere Erfolge feierte er im Poolbillard, wie zum Beispiel eine Viertelfinalteilnahme bei der WPA-9-Ball-Weltmeisterschaft 2000.

## Karriere
In seiner Jugend spielte Younger Billard, aber übte auch Motocross und Australian Football aus. Er entschied sich aber, den Billardsport intensiver auszuüben. 1992 nahm Younger erstmals an der australischen U18-Meisterschaft teil und wurde bereits 1993 U18-Vize-Meister im Snooker. Weitere Juniorentitel gewann er im Poolbillard. 1995 erreichte er im Snooker das Achtelfinale der Ozeanienmeisterschaft und das der Amateurweltmeisterschaft sowie das Halbfinale der U21-Weltmeisterschaft. Bei der Amateurweltmeisterschaft 1996 schied er erst im Halbfinale aus. Kurz danach wurde er Profispieler. Seine Saison 1996/97 war aber geprägt von Niederlagen, wodurch er, platziert auf Rang 321, seinen Profistatus nach nur einer Saison wieder verlor. Anschließend wurde er nach einer Niederlage gegen Shawn Budd australischer Vize-Meister. Zusätzlich zog er ins Halbfinale der Ozeanienmeisterschaft ein.
1998 konnte er letzteren Erfolg wiederholen. Zuvor war er bei der Amateurweltmeisterschaft 1997 in der ersten Runde der Hauptphase und bei der U21-Weltmeisterschaft im Viertelfinale ausgeschieden. Bei deren Ausgabe 1998 zog er schließlich ins Halbfinale ein. 1998 nahm er zudem am Oceania Tour Qualifier teil, wo er im Endspiel gegen Shawn Budd verlor. Dennoch wurde Younger zur Saison 1998/99 wieder Profispieler. Diese Saison verlief aber wie schon der erste Anlauf recht erfolglos. Nur auf Rang 161 platziert, verlor er erneut nach nur einer Saison wieder seinen Profistatus.
Im Jahr 2000 konnte Younger, der zu dieser Zeit in Melbourne lebte, ins Halbfinale der Ozeanienmeisterschaft einziehen, verlor dort aber gegen Robby Foldvari. Ein Jahr später erreichte er das Endspiel, wo er mithilfe eines Sieges über Glen Wilkinson Ozeanienmeister wurde. Danach durfte er am Snooker-Wettbewerb der World Games 2001 teilnehmen, trat aber sein Spiel gegen Marco Fu nicht an. Seine Ergebnisse 2002 bei australischen und ozeanischen Turnieren im Snooker konnten nicht an die vorherigen Ergebnisse anschließen. Derweil probierte er sich verstärkt auch im Poolbillard aus. Sowohl im 8-Ball als auch 9-Ball wurde er australischer Meister. 2000 erreichte er das Viertelfinale der WPA-9-Ball-Weltmeisterschaft, konnte daran aber nur mit einer frühen Niederlage in der Hauptrunde bei der Ausgabe 2001 und mit einem Ausscheiden in der Gruppenphase bei der Ausgabe 2002 anknüpfen. Des Weiteren nahm er bis 2006 auch an weiteren Poolbillardturnieren teil. Sein bestes Ergebnis erzielte er mit einer weiteren Viertelfinalteilnahme bei den Tokio Open 2001.
Zur Saison 2002/03 wurde Younger wieder Profispieler im Snooker. Auch wenn er diesmal nicht nur erstmals zwei Saisons am Stück Profispieler war, sondern auch mehr Spiele gewinnen konnte und die Runde der letzten 64 der Snookerweltmeisterschaft 2003 und der British Open 2003 erreichen konnte, kam er auf der Weltrangliste nicht über Platz 88 hinaus. Mitte 2004 endete auch dieser Anlauf. Zwischenzeitlich war er aber sowohl bei der australischen Meisterschaft als auch bei der Australian Open Championship Finalist gewesen, zusätzlich auch bei der Ozeanienmeisterschaft. 2004 schied er aber bei der australischen Meisterschaft bereits im Achtelfinale aus. Vier Jahre später unterlag er Vinnie Calabrese im Viertelfinale der Ozeanienmeisterschaft. Nach anderen, enttäuschenderen Ergebnissen 2008 meldete er sich erst 2012 mit einer weiteren Viertelfinalteilnahme bei der Ozeanienmeisterschaft zurück. Nur wenige Monate später wurde er erstmals australischer Meister. Als solcher durfte er an den Australian Goldfields Open teilnehmen, schied aber noch in der Wildcard-Runde aus. 2013 verpasste er seine Titelverteidigung erst durch eine Finalniederlage gegen Steve Mifsud. Dennoch durfte er an den Australian Goldfields Open 2014 teilnehmen, wo er erneut in der Wildcard-Runde ausschied. Seitdem nahm Younger regelmäßig an australischen Amateurturnieren teil, kam aber nicht mehr übers Viertelfinale hinaus. Als Unternehmer besitzt er zwei Geschäfte in Surfers Paradise.

## Erfolge (Snooker)
| Ausgang         | Jahr | Turnier                            | Finalgegner    | Ergebnis  |
| --------------- | ---- | ---------------------------------- | -------------- | --------- |
| Amateurturniere |      |                                    |                |           |
| Zweiter         | 1993 | Australische U18-Meisterschaft     | Rhys Cochrane  | 5:6       |
| Zweiter         | 1997 | Australische Snooker-Meisterschaft | Shawn Budd     | 0:5       |
| Zweiter         | 1998 | Oceania Tour Qualifier             | Shawn Budd     | 7:8       |
| Sieger          | 2001 | OBSF Snookerozeanienmeisterschaft  | Glen Wilkinson | 5:3       |
| Zweiter         | 2003 | Australische Snooker-Meisterschaft | Steve Mifsud   | 1:6       |
| Zweiter         | 2003 | Australian Open Championship       | Aaron Mahoney  | 6:8       |
| Zweiter         | 2003 | OBSF Snookerozeanienmeisterschaft  | Aaron Mahoney  | unbekannt |
| Sieger          | 2012 | Australische Snooker-Meisterschaft | Shawn Budd     | 5:1       |
| Zweiter         | 2013 | Australische Snooker-Meisterschaft | Steve Mifsud   | 4:5       |